# Wakaba Suzuki
Wakaba Suzuki –en japonés, 鈴木 若葉, Suzuki Wakaba– (13 de junio de 1970) es una deportista japonesa que compitió en judo. Ganó una medalla de bronce en el Campeonato Mundial de Judo de 1993, y una medalla de plata en el Campeonato Asiático de Judo de 1988.

## Palmarés internacional
| Campeonato Mundial  | Campeonato Mundial | Campeonato Mundial | Campeonato Mundial |
| Año                 | Lugar              | Medalla            | Categoría          |
| ------------------- | ------------------ | ------------------ | ------------------ |
| 1993                | Hamilton (Canadá)  | Medalla de bronce  | –52 kg             |
| Campeonato Asiático |                    |                    |                    |
| Año                 | Lugar              | Medalla            | Categoría          |
| 1988                | Damasco (Siria)    | Medalla de plata   | –48 kg             |